# Angol rendhagyó többes számú főnevek listája
A következő lista az angol rendhagyó többes számú főneveket tartalmazza.
| Egyes szám   | Többes szám        | Magyar jelentés                                            |
| ------------ | ------------------ | ---------------------------------------------------------- |
| aircraft     | aircraft           | repülőgép                                                  |
| alumnus      | alumni             | öregdiák                                                   |
| analysis     | analyses           | elemzés, vizsgálat                                         |
| antenna      | antennae/antennas  | antenna, csáp, tapintó                                     |
| appendix     | appendices         | függelék                                                   |
| aquarium     | aquaria            | akvárium                                                   |
| axis         | axes               | tengely                                                    |
| bacterium    | bacteria           | baktérium                                                  |
| basis        | bases              | alap, bázis                                                |
| beau         | beaux              | piperkőc, szépfiú                                          |
| bison        | bison              | bölény                                                     |
| bureau       | bureaux            | iroda                                                      |
| cactus       | cacti              | kaktusz                                                    |
| calf         | calves             | borjú                                                      |
| chateau      | chateaux           | kastély                                                    |
| child        | children           | gyerek                                                     |
| corpus       | corpora            | test                                                       |
| crisis       | crises             | krízis, válság                                             |
| criterion    | criteria           | ismérv, kritérium                                          |
| curriculum   | curricula          | tananyag, tanterv                                          |
| data         | data               | adat                                                       |
| datum        | data               | dátum                                                      |
| deer         | deer               | szarvas, őz                                                |
| diagnosis    | diagnoses          | kórmeghatározás, diagnózis                                 |
| dwarf        | dwarves            | törpe                                                      |
| elf          | elves              | manó                                                       |
| ellipsis     | ellipses           | ellipszis, szókihagyás                                     |
| emphasis     | emphases           | hangsúly                                                   |
| fish         | fish               | hal                                                        |
| focus        | foci               | fókusz                                                     |
| foot         | feet               | lábfej                                                     |
| formula      | formulae/formulas  | képlet, minta, recept, szabály, formula                    |
| fungus       | fungi              | gomba, gombaféle                                           |
| genus        | genera             | nemzetség                                                  |
| goose        | geese              | liba                                                       |
| half         | halves             | fél                                                        |
| hippopotamus | hippopotami        | víziló                                                     |
| hoof         | hooves             | pata                                                       |
| hypothesis   | hypotheses         | feltevés, hipotézis                                        |
| index        | indices/indexes    | névmutató, tartalomjegyzék, hatványkitevő                  |
| kibbutz      | kibbutzim          | kibuc                                                      |
| knife        | knives             | kés                                                        |
| larva        | larvae             | lárva                                                      |
| leaf         | leaves             | falevél                                                    |
| life         | lives              | élet                                                       |
| loaf         | loaves             | vekni, egész kenyér                                        |
| louse        | lice               | tetű                                                       |
| man          | men                | férfi                                                      |
| matrix       | matrices/matrixes  | mátrix                                                     |
| means        | means              | eszköz                                                     |
| medium       | media              | közvetítő                                                  |
| memorandum   | memoranda          | jegyzet, feljegyzés, emlékirat                             |
| moose        | moose              | jávorszarvas                                               |
| mora         | morae              | mora                                                       |
| mouse        | mice               | egér                                                       |
| nebula       | nebulae            | csillagköd, ködfátyol, ködfolt                             |
| nucleus      | nuclei             | sejtmag, középpont                                         |
| oasis        | oases              | oázis                                                      |
| octopus      | octopi             | polip                                                      |
| offspring    | offspring          | utód, ivadék, leszármazott                                 |
| ox           | oxen               | ökör                                                       |
| paralysis    | paralyses          | bénulás, cselekvésképtelenség, hűdés, paralízis            |
| parenthesis  | parentheses        | kerek zárójel, közbevetett megjegyzés                      |
| penny        | pence, pennies     | penny                                                      |
| person       | people             | személy, ember                                             |
| phenomenon   | phenomena          | jelenség                                                   |
| potato       | potatoes           | krumpli, burgonya                                          |
| plateau      | plateaux           | fennsík                                                    |
| radius       | radii              | sugár                                                      |
| sarcophagus  | sarcophagi         | szarkofág                                                  |
| scarf        | scarves            | sál                                                        |
| series       | series             | sor, sorozat                                               |
| sheep        | sheep              | birka                                                      |
| shelf        | shelves            | polc                                                       |
| species      | species            | faj                                                        |
| stimulus     | stimuli            | inger                                                      |
| stratum      | strata             | réteg                                                      |
| syllabus     | syllabi/syllabuses | tanterv, összefoglalás                                     |
| synopsis     | synopses           | összegzés, áttekintés                                      |
| synthesis    | syntheses          | összefoglalás, felépítés, egyesítés, összetétel, szintézis |
| tableau      | tableaux/tableaus  | csoportkép                                                 |
| thesis       | theses             | állítás, tétel, szakdolgozat                               |
| thief        | thieves            | tolvaj                                                     |
| tomato       | tomatoes           | paradicsom                                                 |
| tooth        | teeth              | fog                                                        |
| vertebra     | vertebrae          | csigolya, hátgerinc                                        |
| vita         | vitae              | élet                                                       |
| volcano      | volcanoes          | vulkán                                                     |
| wharf        | wharves            | rakodópart                                                 |
| wife         | wives              | feleség                                                    |
| woman        | women              | nő                                                         |
| wolf         | wolves             | farkas                                                     |